# Aleksandr Kibizow
Aleksandr Nikołajewicz Kibizow (ros. Александр Николаевич Кибизов, oset. Хъибизти Никъолайи фурт Аликсандр, ur. 27 października 1912 we wsi Christianowskoje (obecnie Digora w Osetii Północnej), zm. 29 marca 2001 we Władykaukazie) – radziecki wojskowy, starszy sierżant, Bohater Związku Radzieckiego (1945).

## Życiorys
Urodził się w osetyjskiej rodzinie chłopskiej. Skończył niepełną szkołę średnią, pracował w Aszchabadzie jako ekspedytor Zjednoczenia „Sojuzsier” i w Komijskiej ASRR. Od sierpnia 1942 jako żołnierz Armii Czerwonej uczestniczył w wojnie z Niemcami, wkrótce po przybyciu na Front Zachodni w sierpniu 1942 został ranny i odesłany do szpitala. Od kwietnia 1943 ponownie był na froncie, w składzie 1454 pułku artylerii walczył na Froncie Centralnym pod Kurskiem, za co został odznaczony orderem, później 4 listopada 1943 w składzie 9 Korpusu Zmechanizowanego brał udział w operacji kijowskiej, w 1944 walczył o Berdyczów, Proskurow, Jaworów i Przemyśl oraz w forsowaniu Bugu i Wisły. W marcu 1945 brał udział w operacji pomorskiej na wybrzeżu Bałtyku, w tym w walkach o Ińsko, Łobez, Kołobrzeg, Puck i Gdynię. 16-17 kwietnia 1945 jako dowódca działka samobieżnego 1454 pułku artylerii 11 Gwardyjskiego Korpusu Pancernego 1 Gwardyjskiej Armii Pancernej 1 Frontu Białoruskiego w stopniu starszego sierżanta uczestniczył w bitwie o wzgórza Seelow, niszcząc 6 czołgów, 3 działa przeciwpancerne i zabijając do 60 żołnierzy wroga. Od 22 kwietnia 1945 brał udział w szturmie Berlina, niszcząc wiele broni i sprzętu wroga i zadając Niemcom duże straty w ludziach (według oficjalnych informacji ponad 400 zabitych). 31 maja 1945 został wyróżniony tytułem Bohatera Związku Radzieckiego, otrzymując Złotą Gwiazdę i Order Lenina. Po wojnie został zdemobilizowany, pracował w Kisłowodzku jako kierownik gospodarczy sanatorium "Uzbekistan", w 1980 przeszedł na emeryturę, od 1985 mieszkał we Władykaukazie.